# Spongia amaranthina
Spongia amaranthina är en svampdjursart som beskrevs av Jean-Baptiste Lamarck 1814. Spongia amaranthina ingår i släktet Spongia och familjen Spongiidae. Inga underarter finns listade i Catalogue of Life.